# Соколов, Саша
Са́ша Соколо́в (полное имя Алекса́ндр Все́володович Соколов; род. 6 ноября 1943, Оттава) — писатель, эссеист, критик, журналист.

## Биография

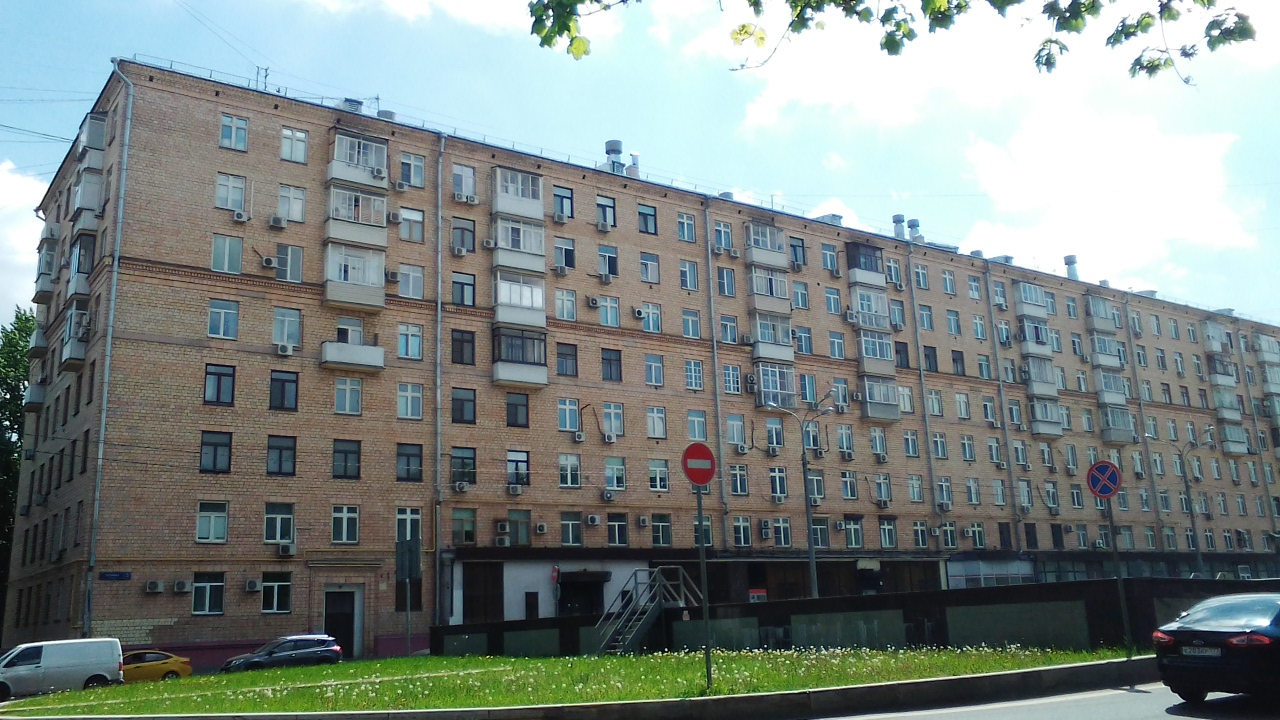
Улица Алабяна, д. 3, корп. 1 — последний постоянный адрес Соколова в СССР

Родился 6 ноября 1943 года в столице Канады городе Оттава. Мать — Лидия Васильевна (1913—2000), родом из Сибири. Отец, уроженец Пензы Всеволод Соколов (1913—2000), был сотрудником ГРУ ГШ ВС СССР, при этом официально служил в посольстве СССР в Канаде, по одним данным в аппарате торгового советника, по другим — заместителем военного атташе. Старшая сестра Людмила (род. 1938).
После того как 5 сентября 1945 года шифровальщик советского посольства Игорь Гузенко выдал Канаде документы об охоте за атомными секретами США, Всеволод Соколов был раскрыт и в 1946 году выслан из Канады за разведывательную деятельность. Год спустя семья переехала в Москву, где сначала проживала на Велозаводской, а в конце пятидесятых получила квартиру на улице Алабяна. Александр учился в школе № 596, по окончании которой небольшое время работал санитаром в морге.
В 1962 году поступил в Военный институт иностранных языков, откуда ушёл в 1965 году. Чтобы избежать призыва в армию, симулировал психическое расстройство и провёл три месяца в больнице имени Кащенко, где через несколько лет оказался снова.
Соколов предпринял несколько попыток сбежать из Союза. В 1962 году его задержали при попытке пересечь советско-иранскую границу в районе Гасан-кули, после этого он просидел три месяца в тюрьме, но избежал длительного срока благодаря связям отца.
В 1965 году стал участником литературного объединения СМОГ:

Я увидел у памятника группу ребят. И они читали стихи. Стихи! Я тоже подошёл и прочитал, и тут же отошёл в сторону. Но тут меня кто-то догоняет, трогает за рукав и произносит: его зовут Володя Батшев, создана поэтическая организация, общество, будут писать манифест, придут художники, писатели, не хочу ли я участвовать? Я понял, что начался большой праздник. Карнавал! Я сказал: ну, конечно! я приду! обязательно!.. На следующий день я пришёл в квартиру к Губанову. Там кишело… Стоял крик. Ликование. Я вообще такого никогда не видел. Была атмосфера большой жизненной удачи — люди почувствовали свободу.

12 февраля 1965 года стал участником первого выступления СМОГ в читальном зале библиотеки им. Фурманова на улице Беговая. Под псевдонимом Велигош опубликовал стихи в самиздатовском журнале смогистов «Авангард».
В 1967 году поступил на факультет журналистики МГУ, на третьем курсе перевёлся на заочное отделение.
В 1967—1968 годах в советской периодике вышли первые очерки и критические статьи Соколова; его первый рассказ опубликовала газета «Новороссийский рабочий», а напечатанный журналом Всероссийского общества слепых «Жизнь слепых» (с 1969 года — «Наша жизнь») рассказ «Старый штурман» получил премию как «лучший рассказ о слепых».
С 1969 по 1971 год работал корреспондентом в газете «Литературная Россия». До этого момента официальных литераторов лично почти не знал, никаких связей не имел.
С мая 1972 года работал егерем в Безбородовском охотничьем хозяйстве Калининской области.
В 1973 году закончил свой первый роман «Школа для дураков». Некоторое время жил с первой женой Таисией Суворовой и дочерью Александрой (род. 1973) в станице Подгорной в Георгиевском районе Ставропольского края, работал в районной газете «Ленинская правда» (ныне «Георгиевские известия»). Оставив семью, вернулся в Москву. В 1974—1975 годах работал истопником в Тушино.
Со второй женой, австрийкой Иоханной Штайндль, Соколов познакомился, когда она преподавала немецкий язык в МГУ. Лишь после того, как Штайндль в 1975 году начала сухую голодовку в венском соборе Святого Стефана, Соколов получил разрешение покинуть Советский Союз и уехал в Австрию.
В Австрии работал лесорубом в Венском лесу. В сентябре 1976 года, вскоре после выхода «Школы для дураков» в американском издательстве «Ардис», перебрался в США. Жил в Анн-Арборе в доме Карла и Эллендеи Профферов, владельцев «Ардиса».
«Школа для дураков» получила лестный отзыв Владимира Набокова в письме к Карлу Профферу от 17 мая 1976 года: «обаятельная, трагическая и трогательнейшая книга».
В 1977 году получил канадское гражданство.
В марте 1977 года у Иоханны Штайндль и Соколова родился сын, который впоследствии стал журналистом. Вторая дочь писателя, Мария Гольдфарб, родилась в 1986 году в Нью-Йорке.
С 1988 года женат на американке Марлин Ройл, тренере по гребле.
В 1988 году впервые после эмиграции посетил СССР.
Читал лекции в университетах США и Канады, работал лыжным инструктором в Вермонте. После публикации романов «Между собакой и волком» (1980) и «Палисандрия» (1985) перестал печататься и стал писать «в стол», из-за чего получил репутацию «русского Сэлинджера». Рукопись четвёртого романа погибла в сгоревшем дотла доме в Греции.
В Россию эпизодически приезжал в 1989 и 1996 годах. В 1990 году стал сопредседателем всесоюзной ассоциации писателей в поддержку перестройки «Апрель». Регулярно бывал в Крыму, для посещения которого до аннексии не требовалась виза. Постоянно проживает в Канаде.
В 2000 году родители писателя трагически погибли; по его мнению, они покончили с собой.

## Творчество
Наибольшую известность писателю принесли три небольших романа, написанные и опубликованные в 1970—1980-е годы:
- «Школа для дураков» (1973, опубликован 1976),
- «Между собакой и волком» (1980),
- «Палисандрия» (1985).

Наибольшую известность получил после выхода в США в издательстве «Ардис» первого романа «Школа для дураков», написанного ещё в СССР и названного Владимиром Набоковым «обаятельной, трагической и трогательнейшей книгой». Рукопись четвёртого романа, название которого осталось неизвестно, по словам Соколова, сгорела летом 1989 года в Греции вместе с домом, в котором она находилась (сам Соколов в это время был в Москве). После издания романа «Палисандрия» Саша Соколов изредка публиковал лишь небольшие эссе, рассказы и поэмы. Три поэмы в прозе — «Рассуждение» (2007), «Газибо» (2009) и «Филорнит» (2010) — были объединены им в книгу «Триптих», опубликованную московским издательством «ОГИ» в 2011 году. Последние десятилетия живёт в собственном доме в Канаде с женой Марлин Ройл и, будучи аэрофобом, путешествует вместе с ней по миру на водном, железнодорожном и автомобильном транспорте.

## Стиль писателя
Саша Соколов считается одним из крупнейших русских писателей последних десятилетий. По оценке Максима Амелина, 90 % современных русскоязычных писателей в той или иной степени пишут под его влиянием. Большинством исследователей относится к постмодернизму. Сам себя называет проэтом (сложносоставное слово от прозаик + поэт). За некоммуникабельность, непубличность и «отшельничество», малую и давнюю писательскую продуктивность заслужил репутацию «русского Сэлинджера», хотя, в отличие от Сэлинджера, контактов с миром не прерывал, продолжает периодически публиковаться и давать интервью. По мнению Амелина, стилистически его следует сравнивать не с Сэлинджером, а с Джеймсом Джойсом.
Своим любимым писателем считает Михаила Лермонтова, а наставниками «западных писателей — и классиков, и тех, чьи имена сейчас уже не помню. Скандинавские авторы были блестящие. Джойс, конечно, — из того, что можно было читать». Из современных писателей с уважением отзывался о Денисе Осокине, Михаиле Шишкине и Владимире Сорокине.

## Взгляды
Негативно отзывался о политкорректности, которую считал «ещё одним способом заткнуть рты всем, чтобы никто ничего лишнего не говорил, не обсуждал». 
Расценивает отношения России и Украины после 2014 года как «большую политическую ошибку, которая будет исправлена», при этом называет аннексию Крыма Россией «неким восстановлением национальной гордости российской».

## Литературные премии
- 1981 — Премия Андрея Белого
- 1996 — Пушкинская премия

## Произведения

### Романы
- «Школа для дураков» (1973, опубликован 1976)
- «Между собакой и волком» (1980)
- «Палисандрия» (1985)

### Эссе
- «Открыв — распахнув — окрылив» (Слово, сказанное на вечере памяти Карла Проффера в Нью-Йоркской публичной библиотеке 1 апреля 1985 года)
- «Тревожная куколка» (1986)
- «В доме повешенного» (Речь, сказанная в Университете Эмори на конференции «Переосмысление человека»)
- «На сокровенных скрижалях» (Речь, сказанная на конференции «Русская литература в эмиграции», Лос-Анджелес)
- Pallissandre — c’est moi? (Слово, сказанное в Университете Южной Калифорнии на симпозиуме, посвящённом творчеству Иосифа Бродского и Саши Соколова)
- «Портрет художника в Америке: В ожидании Нобеля» (Лекция, прочитанная в Калифорнийском университете в Санта-Барбаре)
- «Общая тетрадь, или же Групповой портрет СМОГа» (1989)
- «Знак озаренья. Попытка сюжетной прозы» (1991)
- «Конспект» (Речь, сказанная на вручении Пушкинской премии 26 мая 1996 года)
- «О другой встрече» (Текст, присланный Сашей Соколовым специально для прочтения Ириной Врубель-Голубкиной на вечере, посвящённом Александру Гольдштейну, в Тель-Авиве в зале Бейт-Левик 26 октября 2006 года)

### Рассказы
- «Дуэнде» (2006)
- «Озарение»: Рассказ с ладонь (2014)

### Поэмы в прозе
- «Рассуждение» (2007)
- «Газибо» (2009)
- «Филорнит» (2010)

### Книги
- Соколов Саша. Школа для дураков. — Ann Arbor: Ardis Publishing, 1976. — 169 с.
- Соколов Саша. Между собакой и волком. — Ann Arbor: Ardis Publishing, 1980. — 294 с.
- Соколов Саша. Школа для дураков. — 2-е издание, исправленное. — Ann Arbor: Ardis Publishing, 1983. — 169 с.
- Соколов Саша. Палисандрия. — Ann Arbor: Ardis Publishing, 1985. — 296 с.
- Соколов Саша. Школа для дураков. Между собакой и волком. — М.: Огонёк-Вариант, 1990. — 384 с. — 75 000 экз. — ISBN 0132-2095.
- Соколов Саша. Палисандрия. — М.: Журнал «Глагол», 1992. — 297 с. — 25 000 экз. — ISBN 5-87532-003-6.
- Соколов Саша. В ожидании Нобеля, или Общая тетрадь. — СПб.: Б. и., 1993. — 63 с. — ISBN 5-7282-0035-4.
- Соколов Саша. Школа для дураков. Между собакой и волком. — СПб.: Симпозиум, 1999. — 352 с. — 10 000 экз. — ISBN 5-89091-090-6.
- Соколов Саша. Палисандрия: Роман. Эссе. Выступления. — СПб.: Симпозиум, 1999. — 432 с. — 10 000 экз. — ISBN 5-89091-091-4.
- Соколов Саша. Между собакой и волком. — СПб.: Симпозиум, 2001. — 238 с. — 5000 экз. — ISBN 5-89091-168-6.
- Соколов Саша. Палисандрия. — СПб.: Симпозиум, 2004. — 464 с. — 3000 экз. — ISBN 5-89091-201-1.
- Соколов Саша. Школа для дураков. — СПб.: Азбука-классика, 2007. — 256 с. — ISBN 5-91181-185-5.
- Соколов Саша. Между собакой и волком. — СПб.: Азбука-классика, 2007. — 224 с. — 5000 экз. — ISBN 5-91181-138-3.
- Соколов Саша. Палисандрия. — СПб.: Азбука-классика, 2007. — 384 с. — 7000 экз. — ISBN 5-91181-211-8.
- Соколов Саша. Тревожная куколка: Эссе. — СПб.: Азбука-классика, 2008. — 189 с. — 7000 экз. — ISBN 978-5-91181-362-8.
- Соколов Саша. Школа для дураков. Между собакой и волком. Палисандрия. Эссе. — СПб.: Азбука-классика, 2011. — 608 с. — 4000 экз. — ISBN 978-5-389-01536-4.
- Соколов Саша. Триптих. — М.: ОГИ, 2011. — 268 с. — 1500 экз. — ISBN 978-5-94282-642-0.
- Соколов Саша. Между собакой и волком / Иллюстрации Галины Поповой. — М.: ОГИ, 2014. — 448 с. — 1500 экз. — ISBN 978-5-94282-718-2.
- Соколов Саша. Школа для дураков. — М.: ОГИ, 2016. — 288 с. — 2000 экз. — ISBN 978-5-94282-795-3.
- Соколов Саша. Школа для дураков. — СПб.: Азбука-классика, 2017. — 256 с. — 3000 экз. — ISBN 978-5-389-12578-0.

### Журнальные публикации
- Соколов Саша. На сокровенных скрижалях // Синтаксис. — 1982. — № 10.
- Соколов Саша. Тревожная куколка // Континент. — 1986. — № 48.
- Соколов Саша. Palissandr – c’est moi? // Синтаксис. — 1987. — № 18.
- Соколов Саша. Общая тетрадь, или же Групповой портрет СМОГа // Юность. — 1989. — № 12.
- Соколов Саша. Знак озаренья. Попытка сюжетной прозы // Октябрь. — 1991. — № 2.
- Соколов Саша. Палисандрия // Октябрь. — 1991. — № 9—11.
- Соколов Саша. Palissandr – c’est moi? // Глагол. — 1992. — № 6.
- Соколов Саша. Дуэнде // Зеркало. — 2006. — № 27—28.
- Соколов Саша. О другой встрече // Зеркало. — 2006. — № 27—28.
- Соколов Саша. Рассуждение // Зеркало. — 2007. — № 29—30.
- Соколов Саша. Газибо // Зеркало. — 2009. — № 33.
- Соколов Саша. Филорнит // Зеркало. — 2010. — № 35, 36.
- Соколов Саша. Озарение: Рассказ с ладонь // Октябрь. — 2014. — № 10.

### Интервью
- Глэд Джон. Интервью с Сашей Соколовым (21 мая 1986). Дата обращения: 11 февраля 2017. (видео)
- Остаюсь русским писателем: Интервью с Сашей Соколовым // Собеседник. — 1989. — № 30. — С. 10—11.
- Вайман Наум. Беседа с Сашей Соколовым. Радио «Свобода» (18 сентября 2003). Дата обращения: 11 февраля 2017.
- Мхеидзе Георгий. Снежный человек: Интервью с Сашей Соколовым // Playboy. — 2004. — Июль.
- Caramitti Mario. Sokolov, il fabbro pellegrino della prosa russa // Il Manifesto. — 2004. — 15 декабря. (на итальянском языке)
- Кравченко Владимир. О встречах и невстречах: Интервью с Сашей Соколовым // Ясная поляна. — 1997. — № 2.
- Терещенко Мария. «Я не принимаю большую часть русского словаря»: Интервью с Сашей Соколовым // Газета. — 2004. — 20 декабря.
- Сучков Дмитрий. Саша Соколов ворошит прошлое. ПРесс-Секретарь.РУ (26 сентября 2007). Дата обращения: 13 февраля 2017.
- Слепынин Олег. Саша Соколов на фоне Карадага и виноградной лозы. ZN,UA (26 октября 2007). Дата обращения: 13 февраля 2017.
- Кручик Игорь. Саша Соколов: «Силы ещё есть, гребу я хорошо…» Частный корреспондент (7 ноября 2009). — Интервью 2007 года. Дата обращения: 13 февраля 2017.
- Копылова Вера. Школа без дураков. Саша Соколов: «Я по профессии писатель и говорю то, что думаю» // Московский комсомолец. — 2011. — 4 июля (№ 25683).
- Врубель-Голубкина Ирина. «Я всю жизнь выбираю лучшее. Чаще всего бессознательно…»: Интервью с Сашей Соколовым // Зеркало. — 2011. — № 37, 38.
- Чередниченко Владимир. «Время готовить новый Ренессанс»: Интервью с Сашей Соколовым // Октябрь. — 2014. — № 8.
- Мигдисова Светлана. Саша Соколов: Беседа в вольном стиле // Остров. — 2015. — 1 декабря (№ 47).
- Матич Ольга и её студенты. Интервью с Сашей Соколовым. Видео, на русском и английском языках. Russian Writers at Berkeley (19 августа 2015). Дата обращения: 11 февраля 2017.
- Шитов Андрей. Саша Соколов: «У меня голова совершенно русская». ТАСС (6 февраля 2017). Дата обращения: 11 февраля 2017.
- Желнов Антон, Картозия Николай. «Я всегда знал, что уеду из Советского Союза». Саша Соколов о родителях-разведчиках, психбольницах и Канаде. Lenta.ru (11 февраля 2017). — Фрагменты речи Саши Соколова, не вошедшие в документальный фильм «Саша Соколов. Последний русский писатель»: Подготовила Наталья Кочеткова. Дата обращения: 14 февраля 2017.

## Постановки
- Малый театр кукол, г. Санкт-Петербург, «Школа для дураков». Режиссёры: Алексей Синицын, Чакчи Фросноккерс, 2021.
- Театр около дома Станиславского, г. Москва, «Школа для дураков»

## Документальные фильмы
- В 2007 году появился документальный фильм Максима Гуреева о Саше Соколове «А пейзаж безупречен…» (33 минуты).
- 11 февраля 2017 года[18] на Первом канале вышел документальный фильм Антона Желнова и Николая Картозии «Саша Соколов. Последний русский писатель»[19]. За три дня до этого фильм был показан в кинотеатре «Пионер» для узкой аудитории[20].